# اچ‌ام‌ای‌اس بایونت (پی ۱۰۱)
اچ‌ام‌ای‌اس بایونت (پی ۱۰۱) (به انگلیسی: HMAS Bayonet (P 101)) یک کشتی بود که طول آن ۱۰۷٫۶ فوت (۳۲٫۸ متر) بود. این کشتی در سال ۱۹۶۸ ساخته شد.